# (32185) 2000 ND23
2000 ND23 (asteroide 32185) é um asteroide da cintura principal. Possui uma excentricidade de 0.04344470 e uma inclinação de 11.59072º.
Este asteroide foi descoberto no dia 5 de julho de 2000 por LONEOS em Anderson Mesa.